# بسام العثمان
بسام العثمان (14 يونيو 1962-) مقدم برامج وإعلامي كويتي.

## من البرامج
- استراحة الجمعة(يقدم برامج بعد صلاة الجمعة)
- الألطاف (1991)
- كلمة وجمهور (1995)
- البشارة (1997)
- مع بسام (1999)
- توّ الليل (2013) (2014)
- سرى الليل في رمضان (2014)